# 鬼畜 (松本清張)
『鬼畜』（きちく）は、松本清張の短編小説。『別册文藝春秋』1957年4月号に掲載され、1957年12月に短編集『詐者の舟板』収録の1作として、筑摩書房から刊行された。
1978年に松竹で映画化され、2002年に日本テレビ系列・2017年にもテレビ朝日系列でテレビドラマ化された。

## あらすじ
東京から急行列車で3時間を要するある地方で、32歳の竹中宗吉は、ようやく、印刷屋の主になるところまで漕ぎつけた。狐のような顔をした妻・お梅との間に、子供はなかった。商売の順調な宗吉は、ある時、料理屋の女中・菊代に惹かれる。何とか菊代を養えそうな気がした宗吉は、彼女と関係を持った。好きな女を囲う身分になれたという充足は出世感に近かった。菊代との間には、3人の子供ができた。しかしその後、近代的な印刷会社の進出や火事により、宗吉の商売は零落する。宗吉から生活費の貰えなくなった菊代が、3人の子を連れて、宗吉の家に乗り込んだため、お梅にも事態が露見する。お梅の仕打ちと女房の前に竦んだ宗吉の腑抜けぶりに、菊代は怒り、出て行ってしまう。
3人の子供が残されるが、女房の睨む中、弟は病死、妹は行方不明になり、兄も命を狙われる。

## 概要
本作は実話に基づいたフィクションである。検事の河井信太郎から聞いた話がベースになっており、著者による話のメモが残されている。
実際の事件は、骨董屋の男が妾に3人の子を産ませていたが、商売不振で仕送りができず、妾が子を連れて男の家に来るところから始まる。その後、本妻に子を片付けろと責められ、殺害および殺害未遂を経て、松崎町で逮捕された。男は在獄中に発狂死し、本妻は在監中であったという。

## 映画
1978年10月7日公開。製作・配給は松竹。監督は野村芳太郎。主演は岩下志麻、緒形拳。英語題名『The Demon』。DVD及びBDがリリースされている。同時上映はリバイバル公開の『砂の器』。

### キャッチコピー
- 弟は、きっと星になったんだ
- 妹は、きっとお金持ちに拾われたんだ
- でも僕だけは、父ちゃんから離れない
- 父ちゃんはきっとぼくを殺せないよ
- 抱きしめてやりたい！この感動
- この悲しみに言葉はいらない！
- 清張・野村が現代社会に追う父と子の愛の絆

### ストーリー
舞台は埼玉県・川越市。印刷屋を営む宗吉（緒形拳）は、妻・お梅（岩下志麻）に隠れ、料理屋の女中・菊代（小川真由美）を妾として囲い、7年の間に3人の子供を産ませていた。しかし宗吉の印刷屋は火事で設備の大半を失い、再建しようにも得意先の大半を大手の印刷会社に奪われ、融資の都合もつかず火の車。菊代に月々の生活費も渡せなくなっていた。生活に窮し業を煮やした菊代は3人の子を連れ、印刷屋に乗り込んできた。
愛人と隠し子の存在を知ったお梅は激怒し、子供たちの前で菊代と宗吉を攻め立てる。そして翌朝、菊代は印刷屋に子供たちを置き去りにして姿を消した。父として、なんとか子供たちを家に置いてやりたいと思う宗吉だったが、はなから「他人様の子供」など育てる気の無いお梅は、子供たちに鬼のようにつらく当たるのだった。まさに虐待そのものだったが、気弱な宗吉は子供たちに「おばちゃんの傍に行ったらだめだぞ」といい含めるのみだった。
ついに末子である次男・庄二が、お梅による育児放棄の末、衰弱死する。お梅は残りの子供も処分することを宗吉にせまり、宗吉は長女・良子を東京タワーに連れて行き、置き去りにする。さらに長男・利一をも毒殺しようとするものの果たせず、2人で涙に暮れる。
それでもお梅は譲らず、宗吉は息子を連れ、東海道新幹線に乗った。それは利一の死に場所を探すための、あてのない旅だった。やがて能登半島にたどり着き、日本海を臨む岸壁で、宗吉は利一を海に落す。利一は、漁師に助けられ命をとり止めたが、刑事達に事情を聞かれても、黙秘を貫くのだった。しかし利一の持っていた、石版印刷に使う石材のかけら（利一はこれを石蹴り遊びに使っていた）から足が付き、川越の印刷所に能登の警察が来訪。宗吉は殺人未遂の容疑で警察に逮捕される。
刑事に付き添われ、宗吉は北陸の警察を訪れる。自身を崖から突き落とした父を目のあたりにして、利一は涙を堪えながら「父ちゃんなんかじゃないやい！」「知らないおじさんだよ！」と否定する。そんな利一にすがりつき、宗吉は後悔と罪悪感で号泣するのだった。

### 出演
- お梅（宗吉の妻）：岩下志麻
- 竹中宗吉：緒形拳
- 利一（菊代の長男）：岩瀬浩規（子役）
- 良子（菊代の長女）：吉沢美幸（子役）
- 庄二（菊代の次男）：石井旬（子役）
- 阿久津（印刷工）：蟹江敬三
- 水口：穂積隆信
- 貸付けの銀行員：大滝秀治
- 松山洋紙店店員：松井範雄
- 町医師：加藤嘉
- パトカーの警官：田中邦衛
- アパートの管理人：江角英明
- 宗吉の隣人の主婦：檜よしえ
- 新幹線の車掌：三谷昇
- 婦警（能登南警察署）：大竹しのぶ
- 能登の役所の福祉係：浜村純
- 捜査係長（能登南警察署）：山本勝
- 捜査課長（能登南警察署）：梅野泰靖
- 刑事（能登南警察署）：鈴木瑞穂
- 刑事（能登南警察署）：加島潤
- 刑事（能登南警察署）：渡辺紀行
- 能登の宿の主人：山本幸栄
- 能登の漁師：井上博一
- 印刷屋の男：山谷初男
- 菊代（宗吉の妾）：小川真由美
- 松田史朗、堀北幸夫、河村久子 ほか

### スタッフ
- 原作：松本清張
- 監督：野村芳太郎
- 脚本：井手雅人
- 音楽：芥川也寸志
- 製作：野村芳太郎、野村芳樹
- 撮影：川又昂
- 美術：森田郷平
- 録音：山本忠彦
- 調音：松本隆司
- 照明：小林松太郎
- 編集：太田和夫
- スチール：長谷川宗平
- 監督助手：松原信吾
- 装置：横手輝雄
- 装飾：磯崎昇
- 衣装：松竹衣装
- 現像：東洋現像所
- 進行：小松護
- 製作主任：吉岡博史
- 協力：三協精機、東武鉄道、北陸鉄道、京福電鉄福井支社、石川県富来町観光協会
- サウンドトラック盤：コロムビアレコード

### 受賞歴
- 第52回キネマ旬報ベスト・テン
  - 日本映画第6位
  - 主演男優賞（緒形拳）
- 第2回日本アカデミー賞
  - 最優秀主演男優賞（緒形拳）
  - 最優秀監督賞（野村芳太郎）
  - 最優秀技術賞(川又昂)
- 第21回ブルーリボン賞
  - 主演男優賞（緒形拳）
  - 監督賞（野村芳太郎、「事件」と併せての受賞）
- 第33回毎日映画コンクール
  - 主演男優賞（緒形拳）
- 第3回報知映画賞
  - 主演男優賞（緒形拳）
  - 美術賞（森田郷平、「事件」と併せての受賞）
  - 撮影賞（川又昂、「事件」と併せての受賞）

### エピソード
- 監督の野村芳太郎が当初主演に考えたのは渥美清だった。野村によると「平凡で気が弱く、優しくてお人好し。そういう人間が追い込まれて、最後は鬼畜になると言うのがこの作品の主眼。そう考えたときに最初に頭に浮かんだのは渥美清だった」と語っている。しかし、このオファーは寅さんのイメージとの兼ね合いも有り、結局、通らなかったという（映画会社の意向か渥美自身が断ったのかは不明）[4]。
- 当時、岩下志麻にも幼い娘がおり、可愛い盛りの子供を殺す役に躊躇を覚えていた。しかし、野村監督から「今こういう激しい役をやっておくと節目になる」と説得され、夫役として緒形拳と交渉中であることを知らされて、「緒形さんとなら」と出演を決心した[5]。
- 舞台を活動の主体としたかった緒形拳は、宗吉役を何か月もの間、断り続けていた。ところが痺れを切らした岩下志麻が、二度にわたって督促の電話を緒形宅にかけた(岩下が俳優の自宅に電話を掛けたのは生まれて初めてだったという)[5]。さらに、緒形と仲の良かった車掌役の三谷昇がシナリオを読み、「こんないい役をやらない役者はないだろう」と言ったことで、決心をつけたという[6]。
- 野村監督は、映画のリアリティを出すため、妻役の岩下志麻には「たとえオフ（撮影していない時）でも絶対に子役と仲良くしないこと」と厳命した。岩下も、子役たちが挨拶に来ても返事もせず、イライラをぶつけるように怒鳴り散らしたりした。子どもたちは岩下を目にすると怯えるようになり、芝居で岩下から口にご飯を詰め込まれた一歳半の子役は、岩下を見ると悲鳴を上げるようになり、撮影が中断する事態にもなった。撮影終了まで律義にそれを守り通したため、「私は子役たちにきっと嫌われているだろう、もしかしたらトラウマになってしまっているかもしれない」と後悔の念にかられたという。しかし、のちに成人した子役たちとバラエティ番組で共演する機会に恵まれた際に疑念を解くことができ、ほっとしたという。一番いじめられた下の子は、撮影時の記憶が全くなかった[7]。
- 映画のラストで、利一が宗吉を「父ちゃんなんかじゃないやい！」と否定するシーンは、観客によって解釈が分かれることが多い。「父親をかばった」とする意見と、「父親を拒絶した」という意見である。脚本の井手雅人の意図は明確である。幼少時に尺八奏者である父・菊次が芸妓と出奔、伯父夫婦に引き取られた経験がある井手は、利一に過去の自分を重ねて、自分を捨てた父親への恨みと拒絶を表したものとしてこの台詞を書いたのだった。ところがそれではあまりに救いがないと判断した野村は、利一が父親をかばっているのだと解釈する刑事たちの台詞を加えて、どちらとも取れる演出を施した。この脚本からの改変について、井手は終生「違うんだなあ」と愚痴をこぼしていたという[8]。

## テレビドラマ

### 2002年版
『松本清張スペシャル・鬼畜』。2002年10月15日21:03 - 23:24に日本テレビ系列の「火曜サスペンス劇場」枠で放送された。舞台は埼玉県川口市に設定。火曜サスペンス劇場1000回突破記念作品。平成14年度文化庁芸術祭参加作品。
のち2004年3月24日21:00 - 23:24に『松本清張ドラマスペシャル・鬼畜』のタイトルで、日本テレビ開局50周年記念番組として再放送された。現在はDVD化されている。

#### キャスト
- 竹中保夫：ビートたけし （川口市内にある竹中印刷所の主人）
- 竹中春江：黒木瞳 （保夫の妻。元銀行員）
- 小出昌代：室井滋 （本庄市内のスナック「ふれ愛」のママ。保夫の愛人）
- 小出保：片岡涼 （保夫の長男。5歳）
- 小出良子：佐藤愛美 （保夫の娘。4歳）
- 小出庄二：諸岡真尋 （保夫の次男。10か月）
- 石田雅彦：小野武彦 （昌代の紹介者）
- 中澤孝秀：奥村公延 （医者）
- 三上進：石倉三郎 （刑事）
- 長島茂樹：日野陽仁 （三上の部下）
- 山下巡査：渡辺哲
- 飲み屋の女将：波乃久里子
- 洋品店のおばさん：松金よね子
- 引越屋の主人：斉藤暁
- 不動産屋：大林丈史
- 婦警：津田三七子
- 信用金庫行員：井田國彦
- チラシ印刷の依頼者：斎藤歩
- 遊園地従業員：酒井敏也
- 昌代の同棲男：水田啓太郎
- 昌代の店の近所の少女：斉藤実紀
- マキタスポーツ、片岡富枝、野沢由香里、西岡秀記、駒村多恵、野口藍子、鶴来麻衣、牧浩子、横田恵子、橋本富男、堀祐輝、相原優

#### スタッフ
- 原作：松本清張
- 企画：酒井浩至
- 脚本：佐伯俊道
- 監督：田中登
- 音楽：大谷和夫
- 選曲：合田豊
- 石版印刷監修：版画工房プリントハウスOM(尾崎正志)
- 撮影協力：川口パークタワー、さいたま市、アクアシティお台場、しながわ水族館、いたばし花火大会、賀茂村（現：西伊豆町）、堂ヶ島マリン、土肥温泉 海泉閣 ほか
- 技術協力：神奈川メディアセンター
- 美術協力：アイ・アール、東宝ビルト
- 音楽協力：日本テレビ音楽
- チーフプロデューサー：増田一穂（日本テレビ）
- プロデューサー：伊藤祥二（日本テレビ）、前田伸一郎（日本テレビ）、武田功（松竹）、齊藤立太（松竹）
- 企画協力：電通ミュージック・アンド・エンタテインメント
- 制作：日本テレビ
- 製作協力：シネマハウト
- 製作著作：松竹

### 2017年版
『ドラマスペシャル 松本清張 鬼畜』のタイトルで2017年12月24日21:00 - 23:18にテレビ朝日系列で放送された。主演は玉木宏。

#### キャスト
- 竹中宗吉：玉木宏
- 竹中梅子：常盤貴子
- 山田菊代：木村多江
- 野田和子：余貴美子（所轄署 東葛署の防犯課少年係・巡査長）
- 山田利一：南岐佐（菊代の長男で7歳）
- 山田良子：稲谷実恩（菊代の長女で4歳）
- 山田庄二：今中陸人（菊代の次男で2歳）
- 中丸刑事：前田亜季（静岡県警伊豆警察署）
- 高橋刑事：近藤芳正（静岡県警伊豆警察署）
- 田口辰夫：羽場裕一（竹中印刷の職人）
- 石田：片桐竜次（印刷ブローカー）
- 龍村刑事[11]：河西健司（東葛署）
- 吉田刑事[11]：萩原悠（静岡県警伊豆警察署）
- 里子[11]：嘉門洋子（民宿 あけぼの荘の仲居）
- 広瀬刑事課長：平泉成（東葛署）
- 原田道夫：柳葉敏郎（東葛署の刑事課刑事・警部補）
- 加藤医師：橋爪功
- 平賀雅臣、中林大樹、白井滋郎、野口貴史 ほか

#### スタッフ
- 原作：松本清張『傑作短編集5「張込み」』所収（新潮文庫）
- ナレーター：石坂浩二
- 脚本：竹山洋
- 監督：和泉聖治
- 音楽：吉川清之
- 石版印刷監修：出原司（京都市立芸術大学）
- 技斗：菅原俊夫
- プロダクション協力：東映太秦映画村
- チーフプロデューサー：五十嵐文郎（テレビ朝日）
- ゼネラルプロデューサー：内山聖子（テレビ朝日）
- プロデューサー：藤本一彦（テレビ朝日）、河瀬光（東映）、中尾亜由子（東映）
- 制作：テレビ朝日、東映